# Battaglia del forte di Eben-Emael
La battaglia del forte di Eben-Emael fu una battaglia tra forze belghe e tedesche, che ebbe luogo tra il 10 e l'11 maggio 1940 e fece parte dell'invasione tedesca del Belgio e del Fall Gelb, l'invasione tedesca dei Paesi Bassi e della Francia. Una forza d'assalto di Fallschirmjäger venne incaricata di assaltare e conquistare il forte di Eben-Emael, una fortezza belga, la cui posizione strategica e le forti postazioni di artiglieria dominavano diversi ponti importanti nel Canale Alberto, che le forze tedesche avevano intenzione di usare per avanzare in Belgio. Mentre alcune delle truppe aviotrasportate tedesche assaltarono la fortezza e disabilitarono il presidio ed i pezzi di artiglieria al suo interno, altre catturarono tre ponti che attraversavano il Canal Grande. Dopo aver disattivato la fortezza, venne poi ordinato alle truppe aviotrasportate di proteggere i ponti contro il contrattacco belga, fino a quando non si fossero collegati con le forze terrestri della 18ª Armata tedesca.
La battaglia fu una vittoria decisiva per le forze tedesche, con le truppe aviotrasportate atterrate in cima alla fortezza attraverso l'uso di alianti e l'uso di esplosivi e lanciafiamme per disattivare le difese esterne della fortezza. I Fallschirmjäger entrarono poi nella fortezza, uccidendo vari difensori e contenendo il resto nelle sezioni inferiori della fortezza. Nello stesso momento, il resto della forza d'assalto tedesca, che era atterrata nei pressi dei tre ponti sul Canal Grande, distrusse alcune casematte e posizioni difensive e sconfisse le forze del Belgio a guardia dei ponti, catturandoli e portandoli sotto il controllo tedesco. Le truppe aviotrasportate subirono importanti perdite durante l'operazione, ma riuscirono a tenere i ponti fino all'arrivo delle forze terrestri tedesche, le quali aiutarono poi le truppe aviotrasportate ad assaltare la fortezza una seconda volta e a costringere alla resa i rimanenti membri del presidio. Le forze tedesche furono quindi in grado di utilizzare i due ponti sul Canale aggirando una serie di posizioni difensive belghe e avanzando in Belgio. Il ponte di Kanne venne distrutto, costringendo i genieri tedeschi a costruire un nuovo ponte.

## Antefatti

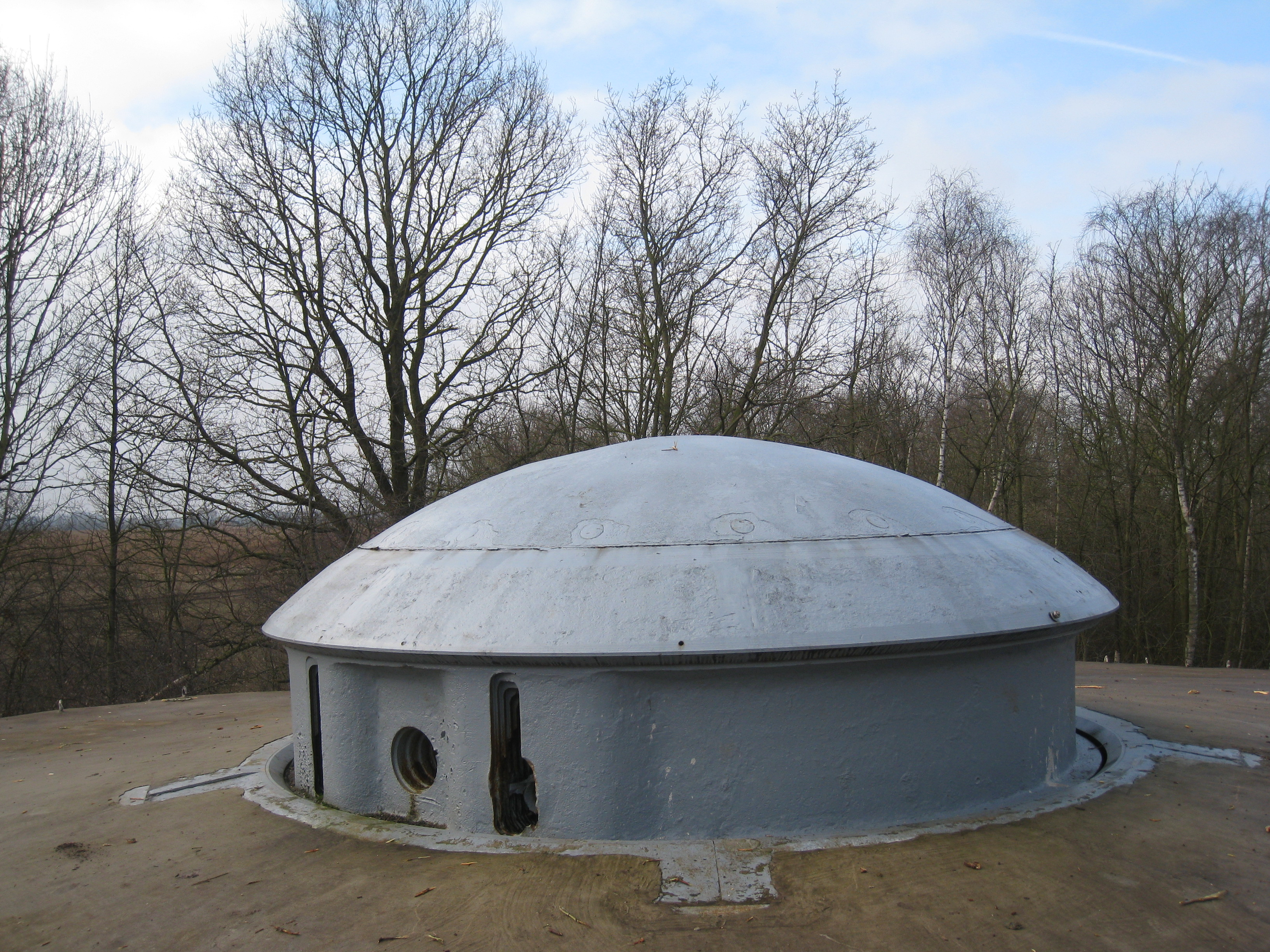
Una torretta a scomparsa al forte di Eben-Emael

Il 10 maggio 1940 la Germania lanciò il Fall Gelb ("Piano Giallo"), l'invasione dei Paesi Bassi e della Francia. Attaccando attraverso Paesi Bassi, Lussemburgo e Belgio, l'Oberkommando der Wehrmacht tedesco pianificò di aggirare la Linea Maginot ed avanzare attraverso il Belgio meridionale e nel nord della Francia, tagliando fuori la forza di spedizione britannica e gran parte delle forze francesi e costringendo il governo francese alla resa. Per ottenere l'accesso al nord della Francia, le forze tedesche avrebbero dovuto sconfiggere le forze armate olandesi ed aggirare o neutralizzare diverse posizioni difensive, principalmente in Belgio e nei Paesi Bassi. Alcune di queste posizioni difensive erano difese solo leggermente ed intese più come posizioni di ritardo che come vere e proprie linee difensive progettate per fermare un attacco nemico.
Tuttavia, alcune difese erano di natura più permanente, possedevano notevoli fortificazioni ed erano presidiate da un numero significativo di truppe. Le linee Grebbe e Peel nei Paesi Bassi, che si estendevano dalla sponda meridionale dello Zuiderzee fino al confine belga vicino a Weert, avevano molte fortificazioni combinate con ostacoli naturali, come le zone paludose e la valle del Geld, che potevano facilmente essere allagate per impedire un attacco. La principale linea difensiva belga, la Linea K-W (conosciuta anche come Linea Dyle o Dijle), lungo il fiume Dyle, proteggeva il porto di Anversa e la capitale belga, Bruxelles. Tra la linea KW e il confine c'era una linea delatoria lungo il Canale Alberto. Questa linea delatoria era protetta da posizioni avanzate presidiate da soldati, tranne in un'unica area in cui il canale correva vicino al confine olandese, nota come "Appendice di Maastricht" a causa della vicinanza della città olandese di Maastricht. Lì l'esercito belga non poteva costruire posizioni avanzate a causa della vicinanza del confine ed assegnò invece una divisione di fanteria a sorvegliare i tre ponti sul canale nella zona, con una brigata assegnata a ciascun ponte. I ponti erano difesi da fortini dotati di mitragliatrici. Il supporto dell'artiglieria era fornito dal forte di Ében-Émael, i cui pezzi di artiglieria coprivano due dei ponti.
L'Alto Comando tedesco venne a conoscenza del piano difensivo, che prevedeva che le forze belghe mantenessero brevemente le posizioni di ritardo lungo il Canale Alberto e poi si ritirassero per collegarsi con le forze britanniche e francesi sulla linea KW. I tedeschi svilupparono una strategia che avrebbe interrotto questo piano, conquistando i tre ponti nell '"Appendice di Maastricht", così come altri ponti in Belgio e nei Paesi Bassi. Ciò avrebbe consentito alle loro stesse forze di violare le posizioni difensive e di avanzare nei Paesi Bassi.

## Preludio

### I preparativi belgi

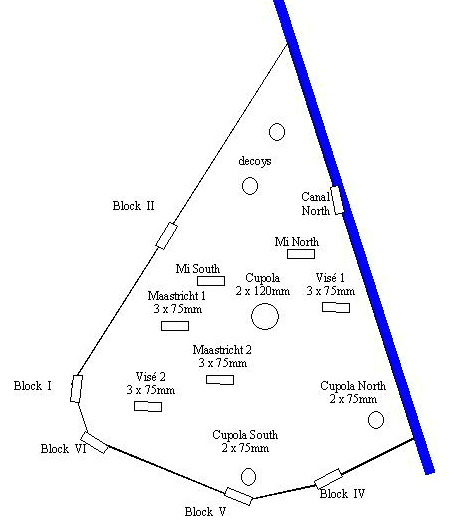
Mappa del forte di Ében-Émael

La 7ª Divisione di fanteria belga venne assegnata a sorvegliare i tre ponti sul canale, integrando le truppe che presidiavano Fort Ében-Émael al momento della battaglia. Le difese di ciascun ponte consistevano in quattro grandi bunker sul lato occidentale del canale, tre dotati di mitragliatrici ed un quarto con un cannone anticarro; il bunker contenente il cannone anticarro era posizionato vicino alla strada che portava al ponte, con un bunker dotato di mitragliatrice immediatamente dietro il ponte e altri due che fiancheggiavano il ponte a breve distanza su entrambi i lati. Esisteva una postazione di compagnia sulla sponda occidentale del canale presso ciascuno dei ponti, con un piccolo posto di osservazione sul lato orientale, che poteva essere rapidamente richiamato, e tutti e tre i ponti potevano essere distrutti con cariche di demolizione inserite nelle loro strutture, innescate da un meccanismo di sparo situato nei bunker anticarro.
Il forte di Ében-Émael, che misurava 200 per 400 iarde (180 m × 370 m), era stato costruito negli anni '30 e completato nel 1935, facendo saltare lo spazio richiesto dalla marna. Possedeva pareti e tetti composti da cemento armato spesso 5 piedi (1,5 m), oltre a quattro casematte retrattili e sessantaquattro punti di forza. Il forte era equipaggiato con sei pezzi di artiglieria da 120 mm con una gittata di dieci miglia, due dei quali potevano effettuare una rotazione di 360 gradi, sedici pezzi d'artiglieria da 75 mm, dodici cannoni anticarro ad alta velocità da 60 mm, venticinque mitragliatrici bimontate e alcuni cannoni antiaerei. Un lato del forte era rivolto verso il canale, mentre gli altri tre erano rivolti verso terra ed erano difesi da campi minati, fossati profondi, un muro alto 20 piedi (6,1 m), bunker dotati di mitragliatrici, quindici proiettori posizionati in cima al forte e cannoni anticarro da 60 mm. Molti tunnel correvano sotto il forte, collegando le singole torrette al centro di comando e ai depositi di munizioni. Il forte possedeva anche un proprio ospedale e alloggi per la guarnigione, nonché una centrale elettrica che forniva elettricità per alimentare i cannoni, fornire illuminazione interna ed esterna e per alimentare la rete wireless e il sistema di purificazione dell'aria utilizzato dalla guarnigione.
I piani belgi non prevedevano che la guarnigione del forte e le forze di difesa annesse combattessero una battaglia prolungata contro una forza attaccante; si presumeva che sarebbe stato dato un preavviso sufficiente di un attacco in modo che il distaccamento sul lato orientale del canale potesse essere ritirato, i ponti distrutti e la guarnigione pronta a combattere un'azione delatoria. Le forze in difesa si sarebbero poi ritirate nelle principali posizioni difensive lungo il fiume Dyle, dove si sarebbero collegate con le altre forze alleate.

### I preparativi tedeschi
L'assalto aereo al forte di Ében-Émael e ai tre ponti che contribuiva a proteggere faceva parte di un'operazione aviotrasportata tedesca molto più ampia che coinvolse la 7ª Divisione aerea e la 22ª Divisione d'atterraggio aereo. La 7ª Divisione Aerea, composta da tre reggimenti di paracadutisti e un reggimento di fanteria, aveva il compito di conquistare i ponti sul fiume e sui canali che portavano alle posizioni difensive del Reale Esercito olandese centrate intorno a Rotterdam, nonché un aeroporto a Waalhaven. La 22ª Divisione d'atterraggio aereo, composta da due reggimenti di fanteria e un battaglione paracadutisti rinforzato, aveva il compito di conquistare gli aeroporti nelle vicinanze dell'Aia a Valkenburg, Ockenburg e Ypenburg. Una volta che questi aeroporti fossero stati messi in sicurezza dal battaglione paracadutisti, il resto della divisione sarebbe atterrato con l'obiettivo di occupare la capitale olandese Amsterdam e catturare l'intero governo olandese, la Famiglia reale olandese e membri di alto rango delle Forze armate olandesi. La divisione avrebbe anche interdetto tutte le strade e le linee ferroviarie nell'area per impedire il movimento delle forze olandesi. L'intenzione dell'OKW tedesco era quella di utilizzare le due divisioni aviotrasportate per creare un corridoio lungo il quale la 18ª Armata potesse avanzare nei Paesi Bassi senza essere ostacolata dai ponti distrutti. Il generale Kurt Student, che propose lo schieramento delle due divisioni aviotrasportate, sostenne che la loro presenza avrebbe tenuto aperti gli approcci meridionali a Rotterdam, impedendo il movimento delle riserve olandesi con sede nell'Olanda nordoccidentale e qualsiasi forza dell'esercito francese inviata in aiuto dei difensori olandesi e negando l'uso degli aeroporti agli aerei alleati, il che avrebbe aiutato una rapida avanzata della 18ª Armata. 400 aerei da trasporto Junkers Ju 52 sarebbero stati utilizzati per schierare gli elementi paracadutisti delle truppe aviotrasportate, nonché per trasportare gli elementi delle due divisioni aviotrasportate che non sarebbero atterrati con paracadute o alianti.
La forza incaricata di assaltare il forte e catturare i tre ponti era formata da elementi della 7ª Divisione aerea e della 22ª Divisione d'atterraggio aereo, e fu chiamata Sturmabteilung Koch (Distaccamento d'assalto Koch) in onore del leader della forza,  l'hauptmann Walter Koch. La forza, che era stata riunita nel novembre 1939, era composta principalmente da paracadutisti del 1º Reggimento paracadutisti e genieri della 7ª Divisione aerea, nonché da un piccolo gruppo di piloti della Luftwaffe. Sebbene la forza fosse composta principalmente da paracadutisti, venne deciso che i primi atterraggi della forza sarebbero avvenuti con l'aliante. Adolf Hitler, che si era interessato personalmente alle disposizioni per la forza d'assalto, aveva ordinato l'uso degli alianti dopo che il suo pilota personale, Hanna Reitsch, gli aveva detto che gli alianti in volo erano quasi silenziosi; si credeva che, poiché le difese antiaeree belghe utilizzavano sistemi di localizzazione del suono e non radar, sarebbe stato possibile trainare alianti vicino al confine olandese e poi rilasciarli, ottenendo un attacco a sorpresa poiché i difensori belgi non sarebbero stati in grado di rilevarli. Cinquanta alianti da trasporto DFS 230 vennero forniti per l'uso da parte delle forze d'assalto e poi un iniziò un periodo d'addestramento intensivo. Venne effettuato uno studio dettagliato del forte, dei ponti e dell'area locale e venne costruita una replica dell'area per l'addestramento delle truppe aviotrasportate. Esercitazioni congiunte tra i paracadutisti e i piloti di alianti vennero portati a termine all'inizio del 1940 e vennero apportati miglioramenti all'equipaggiamento e alle tattiche da utilizzare, come l'aggiunta di filo spinato ai pattini anteriori degli alianti per ridurne la corsa di atterraggio, e le truppe aviotrasportate addestrate con lanciafiamme ed esplosivi specializzati a carica cava, gli ultimi dei quali erano così segreti che vennero usati solo sulle fortificazioni a Gleiwitz, in Germania e non sulle fortificazioni in Cecoslovacchia simili al forte di Ében-Émael. La segretezza venne mantenuta anche in altri modi. Una volta completate le esercitazioni, gli alianti e le attrezzature venivano smantellati e portati via in furgoni mobili, le sottounità della forza venivano spesso rinominate e spostate da un luogo all'altro, i distintivi e le insegne delle unità venivano rimossi e alle truppe aviotrasportate non era permesso lasciare la caserma o congedarsi.

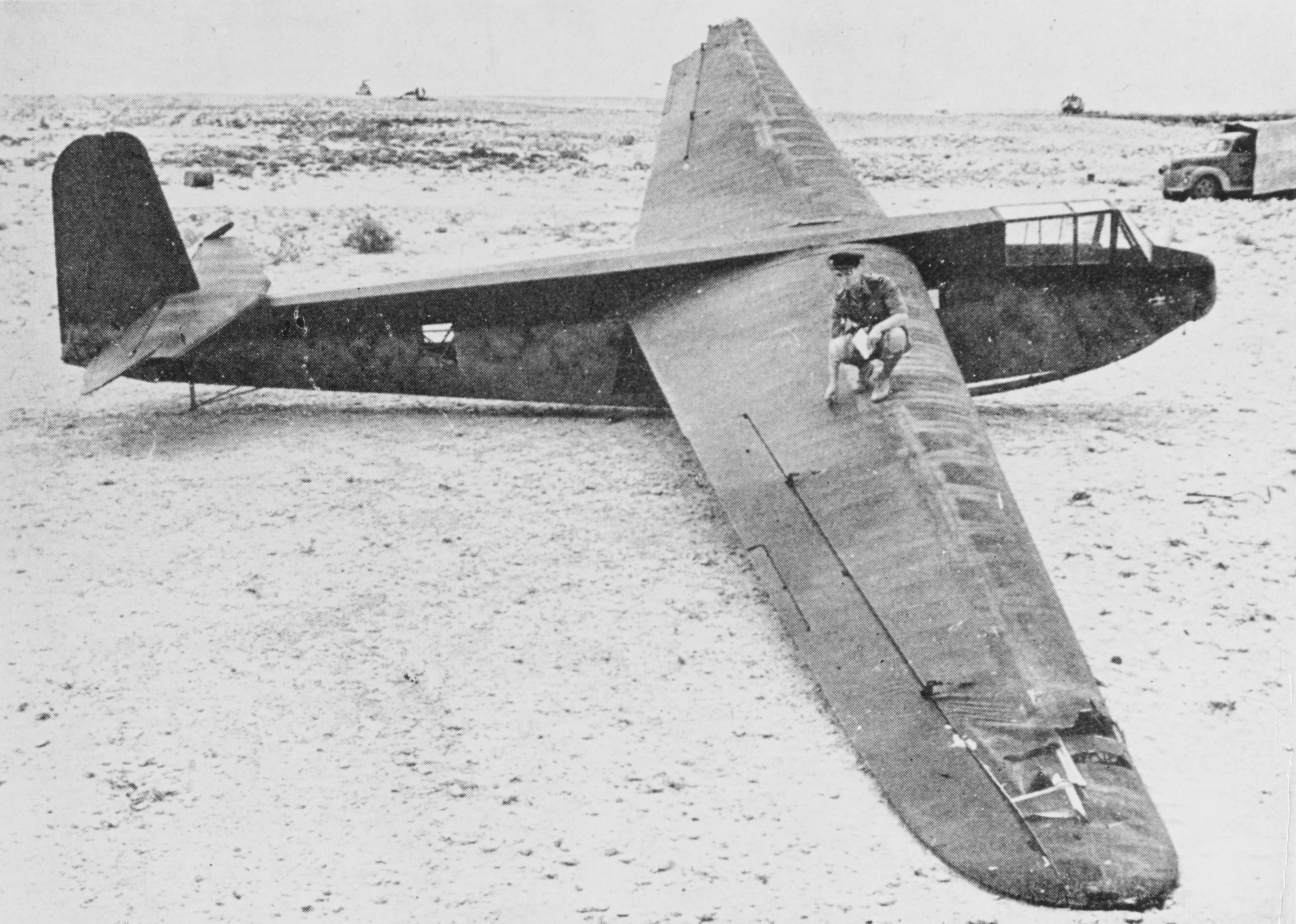
Aliante da trasporto truppe tedesco DFS 230

L'hauptmann Koch divise le sue forze in quattro gruppi d'assalto. Il gruppo Granito, sotto l'oberleutnant Rudolf Witzig e composto da ottantacinque uomini su undici alianti, il cui compito sarebbe stato quello di assaltare e conquistare il forte di Ében-Émael; Il gruppo Acciaio, comandato dall'oberleutnant Gustav Altmann e formato da novantadue uomini e nove alianti, avrebbe conquistato il ponte di Veldwezelt; Il gruppo Cemento, comandato dal leutnant Gerhard Schacht e composto da novantasei uomini su undici alianti, avrebbe conquistato il ponte di Vroenhoven; e il gruppo Ferro, sotto il tenente Martin Schächter, composto da novanta uomini su dieci alianti, che avrebbero catturato il ponte di Kanne. L'elemento cruciale per le forze d'assalto, in particolare per il gruppo Granito, era il tempo. Si credeva che la combinazione di un avvicinamento silenzioso degli alianti utilizzati dalle forze d'assalto e la mancanza di una dichiarazione di guerra da parte del governo tedesco avrebbero dato agli aggressori l'elemento sorpresa. Tuttavia, le stime tedesche erano che ciò sarebbe durato, al massimo, sessanta minuti, dopodiché la superiorità numerica delle forze belghe a difesa del forte e dei ponti, così come eventuali rinforzi inviati nella zona, avrebbe potuto resistere al numero relativamente piccolo di truppe aviotrasportate leggermente armate. Il piano tedesco, quindi, era di eliminare in quei sessanta minuti quante più posizioni antiaeree e singole cupole e casematte fosse possibile e mettere fuori combattimento a tutti i costi i pezzi d'artiglieria a lunga gittata che coprivano i tre ponti. Si prevedeva che la distruzione di queste armi sarebbe stata completata entro dieci minuti; entro questo tempo le truppe aviotrasportate avrebbero dovuto liberarsi dagli alianti, coprire la distanza dai cannoni, fissare le cariche esplosive alle canne dei cannoni e farle esplodere, il tutto mentre erano sotto il fuoco nemico.
Il piano definitivo per l'assalto prevedeva che da nove a undici alianti atterrassero sulla sponda occidentale del Canale Alberto presso ciascuno dei tre ponti appena prima delle 05:30 del 10 maggio, l'orario previsto per l'inizio del Fall Gelb. I gruppi incaricati di assaltare i tre ponti avrebbero travolto le truppe belghe in difesa, rimosso eventuali cariche di demolizione e quindi si sarebbero preparati a difendere i ponti da un previsto contrattacco. Quaranta minuti dopo, tre aerei da trasporto Ju 52 avrebbero sorvolato ciascuna posizione, lasciando cadere altri ventiquattro soldati aviotrasportati come rinforzi, mitragliatrici e quantità significative di munizioni. Allo stesso tempo, la forza assegnata all'assalto al forte di Ében-Émael avrebbe dovuto atterrare sulla cima del forte con undici alianti, eliminare tutti i difensori che tentavano di respingerli, paralizzare tutta l'artiglieria possibile con cariche esplosive e quindi impedire alla guarnigione di respingerli. Dopo aver raggiunto gli obiettivi iniziali d'impadronirsi dei ponti ed eliminare i pezzi di artiglieria a lungo raggio posseduti dal forte, le truppe aviotrasportate avrebbero poi difeso le loro posizioni fino all'arrivo delle forze terrestri tedesche.

## La battaglia

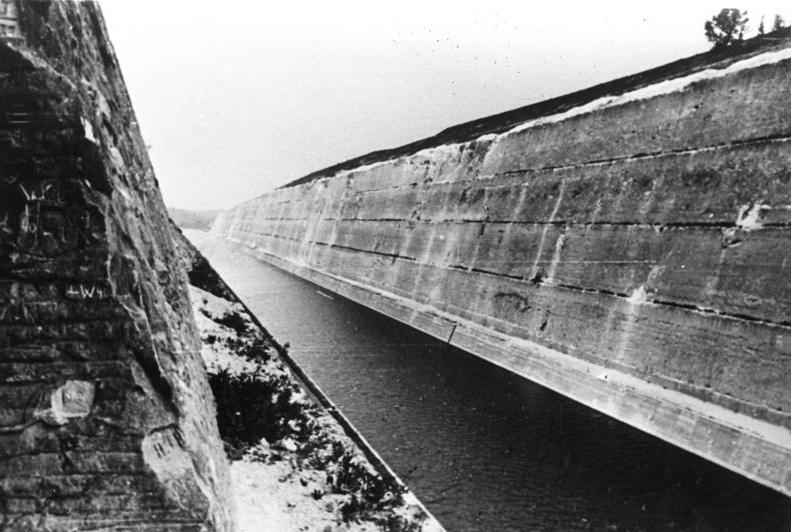
Il Canale Alberto visto da una postazione di mitragliatrice del forte di Ében-Émael, 23 maggio 1940

Per motivi di sicurezza, lo Sturmabteilung Koch fu disperso in diverse località della Renania finché non ricevette l'ordine d'iniziare l'operazione contro il forte di Ében-Émael e i tre ponti. Il 9 maggio vennero ricevuti ordini preliminari che ordinavano ai distaccamenti separati di spostarsi in un'area di concentrazione prestabilita e poco dopo arrivò un secondo ordine che informava le forze d'assalto che il Fall Gelb sarebbe iniziato alle 05:25 del 10 Maggio.
I Fallschirmjäger camminarono in fila indiana su una pista non illuminata alle 03:00, mentre gli altoparlanti suonavano La cavalcata delle valchirie di Richard Wagner. Alle 04:30, quarantadue alianti che trasportavano i 493 aviotrasportati che formavano la forza d'assalto decollarono da due aeroporti a Colonia, l'armata di alianti e aerei da trasporto che si dirigeva a sud verso i propri obiettivi. Gli aerei mantennero un rigoroso silenzio radio, costringendo i piloti a fare affidamento su una catena di fuochi di segnalazione che puntavano verso il Belgio; il silenzio radio assicurò inoltre che gli alti comandanti delle forze d'assalto non potessero essere informati della rottura delle funi di traino di uno degli alianti, costringendo l'aliante ad atterrare all'interno della Germania. Il pilota di un secondo aliante lasciò prematuramente la fune di traino e non riuscì ad atterrare vicino al suo obiettivo. Entrambi gli alianti trasportavano soldati assegnati al gruppo Granito ed erano destinati ad assaltare il forte di Ében-Émael, lasciando così il gruppo sottodimensionato; lo lasciò anche sotto il comando del secondo in comando dell'oberleutnant Witzig, l'oberfeldwebel Helmut Wenzel, poiché Witzig era su uno degli alianti costretti ad atterrare. Gli alianti rimanenti vennero rilasciati dalle funi da traino a venti miglia di distanza dai loro obiettivi ad un'altitudine di 7 000 piedi (2 100 m), che venne ritenuta abbastanza alta da consentire agli alianti di atterrare vicino ai tre ponti e in cima al forte e mantenere anche un angolo di picchiata ripido per garantire ulteriormente che atterrassero correttamente. Dopo che i Ju 52 rilasciarono gli alianti ed iniziarono a voltarsi, le posizioni dell'artiglieria antiaerea belga li rilevarono ed aprirono il fuoco. Ciò allertò le difese della zona della presenza degli alianti.

### I ponti
Tutti e nove gli alianti che trasportavano le truppe assegnate al gruppo Acciaio atterrarono vicino al ponte di Veldwezelt alle 05:20, il filo spinato avvolse i pattini di atterraggio degli alianti riuscendo a fermarli rapidamente. L'aliante appartenente al leutnant Altmann era atterrato a una certa distanza dal ponte e un secondo era atterrato direttamente davanti a un bunker belga, che iniziò ad ingaggiare entrambi i gruppi di soldati aviotrasportati con armi leggere. Il sottufficiale al comando dei soldati del secondo aliante lanciò granate contro il bunker, mentre uno dei suoi uomini pose una carica esplosiva sulla porta e la fece esplodere, permettendo che il bunker venisse assalito e e messo fuori uso. Allo stesso tempo, Altmann radunò le sue truppe e le condusse lungo un fossato parallelo al ponte finché due uomini riuscirono a raggiungere la riva del canale ed arrampicarsi sulle travi del ponte e a staccare le cariche di demolizione posizionate dalla guarnigione belga. Così le truppe aviotrasportate impedirono ai belgi di distruggere il ponte, proteggendolo dal contrattacco del resto dei difensori belgi. I belgi provarono a riprendere il controllo del ponte finché non arrivò un plotone di rinforzi tedeschi che li costrinse a ritirarsi in un villaggio vicino. Tuttavia, il fuoco delle armi leggere delle forze d'assalto non riuscì a mettere fuori uso due cannoni da campo piazzati a cinquecento metri dal ponte, costringendo così Altmann a chiedere supporto aereo per impedire che lo mettessero fuori uso. Intervennero alcuni Junkers Ju 87 Stukas che distrussero le postazioni di artiglieria. Il gruppo Acciaio avrebbe dovuto essere sostituito entro le 14:30, ma la resistenza delle truppe belghe ritardò l'arrivo dei rinforzi fino alle 21:30. Durante i combattimenti, i belgi causarono la morte di sei soldati aviotrasportati ed il ferimento di altri venti.

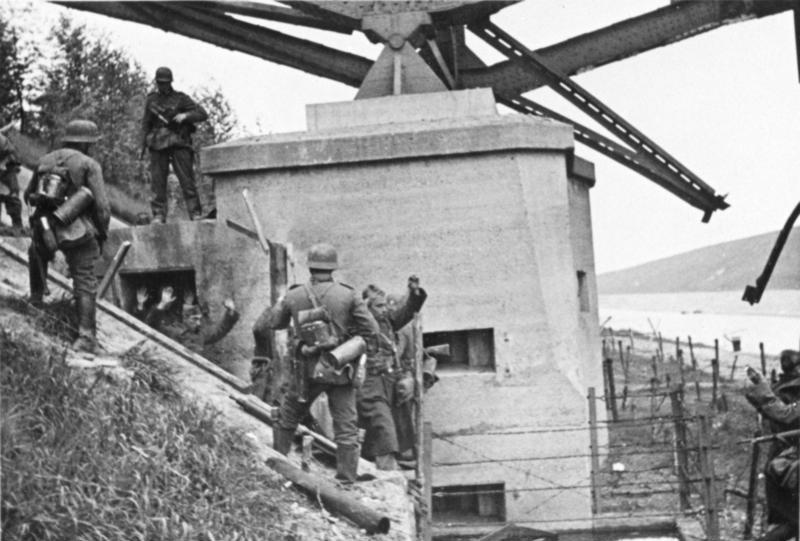
I soldati belgi si arrendono alle truppe tedesche al ponte di Veldwezelt, 11 maggio 1940.

Dieci degli undici alianti che trasportavano il gruppo Cemento atterrarono vicino al ponte di Vroenhoven alle 05:15, l'undicesimo aliante venne colpito dal fuoco della contraerea mentre si dirigeva verso il ponte e venne costretto ad atterrare prematuramente in territorio olandese. Gli alianti vennero fatti segno di un pesante fuoco antiaereo mentre atterravano, uno dei quali atterrò malamente. Lo schianto risultante ferì gravemente tre soldati aviotrasportati. Il resto degli alianti atterrò senza danni. Uno degli alianti atterrò vicino alla fortificazione che ospitava i detonatori del ponte. Ciò permise alle truppe aviotrasportate di assaltare rapidamente la posizione, uccidendo gli occupanti e tagliando i cavi che collegavano gli esplosivi al detonatore, assicurandosi che il ponte non potesse essere distrutto. I restanti difensori belgi resistettero ferocemente lanciando diversi contrattacchi nel tentativo di riconquistare il ponte. Vennero respinti con l'aiuto di alcune mitragliatrici MG34 alle 06:15. I continui attacchi belgi fecero sì che il gruppo Cemento non venisse ritirato e sostituito da un battaglione di fanteria fino alle 21:40. Subirono sette morti e ventiquattro feriti.
Tutti i dieci alianti che trasportavano le truppe aviotrasportate assegnate al gruppo Ferro, tranne uno, riuscirono ad atterrare vicino al loro obiettivo, il ponte di Kanne. A causa di un errore di navigazione da parte dei piloti dell'aereo da trasporto che trainava gli alianti, uno degli alianti venne fatto atterrare nella zona sbagliata. Gli altri nove alianti vennero trainati attraverso pesante fuoco anti-aereo e rilasciati alle 05:35. Quando gli alianti iniziarono a scendere verso il loro obiettivo, il ponte venne distrutto da diverse cariche di demolizione innescate dalla guarnigione belga. A differenza delle guarnigioni degli altri due ponti, i difensori belgi a Kanne erano stati avvisati, poiché la colonna meccanizzata tedesca diretta al ponte per rinforzare il gruppo Ferro arrivò venti minuti prima del previsto. La sua apparizione rovinò ogni possibilità di assalto a sorpresa e diede ai difensori tempo sufficiente per distruggere il ponte.
Mentre gli alianti atterravano, uno venne colpito dal fuoco della contraerea e si schiantò al suolo, uccidendo la maggior parte degli occupanti. I restanti otto atterrarono con successo ed i paracadutisti presero d'assalto le posizioni belghe ed eliminarono i difensori. Alle 05:50 le truppe aviotrasportate avevano messo in sicurezza l'area e il vicino villaggio di Kanne, ma vennero poi sottoposte ad un forte contrattacco che venne respinto con l'aiuto del supporto aereo dei cacciabombardieri in picchiata Stuka. I difensori lanciarono numerosi altri contrattacchi durante la notte, tutti respinti sebbene le truppe aviotrasportate non potessero essere rimpiazzate fino alla mattina dell'11 maggio. Il gruppo Ferro subì le perdite più pesanti di tutti e tre i gruppi d'assalto assegnati a conquistare i ponti, con ventidue morti e ventisei feriti, riuscendo ad infliggere ai belgi perdite molto superiori. Uno dei soldati aviotrasportati assegnati al gruppo venne preso prigioniero dai belgi. Successivamente venne liberato dalle forze tedesche in un campo di prigionia britannico a Dunkerque.

### Il forte di Ében-Émael

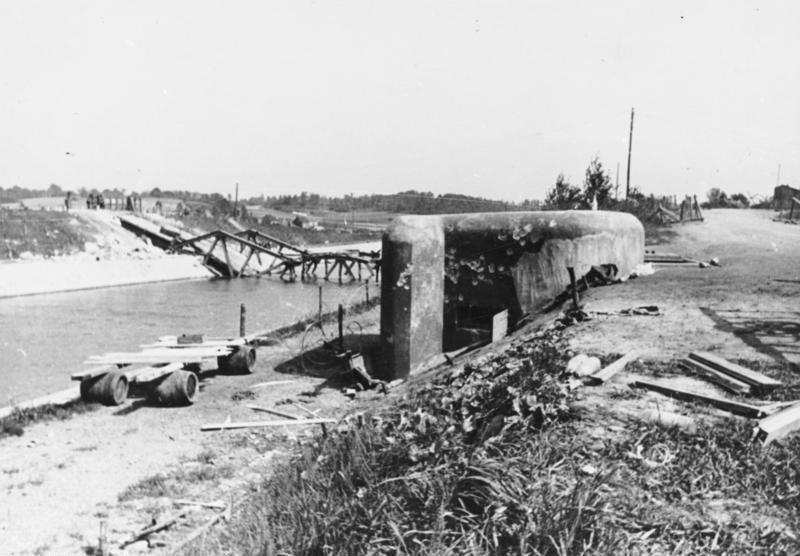
Il ponte di Kanne distrutto dall'esercito belga, 23 maggio 1940

I nove alianti rimasti che trasportavano le truppe aviotrasportate assegnate al gruppo Granito atterrarono con successo sul tetto del forte di Ében-Émael, utilizzando gli scaricatori del paracadute per rallentare la loro discesa e fermarsi rapidamente. Le truppe aviotrasportate emersero rapidamente dagli alianti, l'oberfeldwebel Helmut Wenzel assunse il comando in assenza di Witzig ed esse iniziarono ad attaccare cariche esplosive alle postazioni sulla sommità del forte che ospitavano i pezzi di artiglieria che avrebbero potuto prendere di mira i tre ponti catturati. Nella parte meridionale del forte, l'Obiettivo n. 18, una casamatta di osservazione dell'artiglieria che ospitava tre pezzi di artiglieria da 75 mm, venne danneggiato con una leggera carica di demolizione e poi distrutto definitivamente con una carica più pesante, che fece crollare la cupola di osservazione della casamatta e parte del tetto del forte stesso. Anche l'Obiettivo n. 12, una torretta posta trasversalmente contenente altri due pezzi di artiglieria, venne distrutto dalle truppe aviotrasportate, che si spostarono all'Obiettivo n. 26, una torretta con altre tre armi da 75 mm; sebbene contro questa vennero fatti esplodere degli esplosivi e le truppe aviotrasportate incaricate di distruggerlo si fossero allontanate, ciò si rivelò prematuro poiché uno dei cannoni venne rapidamente puntato contro gli aggressori, che furono costretti ad assaltarlo una seconda volta per distruggerlo. Un'altra coppia di cannoni da 75 mm in una cupola venne disattivata, così come una caserma nota per ospitare le truppe belghe. Tuttavia, i tentativi di distruggere l'Obiettivo n. 24 si rivelarono meno efficaci; L'obiettivo, torrette gemelle con cannoni di grosso calibro montati su una cupola rotante, era troppo grande per essere distrutto dalle sole truppe aviotrasportate di un singolo aliante, costringendo ad utilizzare le truppe di due alianti. Rudimentali esplosivi a carica cava senza rigatura vennero affissi sulle torrette e fatti esplodere, ma mentre facevano tremare le torrette non le distrussero e le altre truppe aviotrasportate furono costrette a salire sulle torrette e rompere le canne dei cannoni.

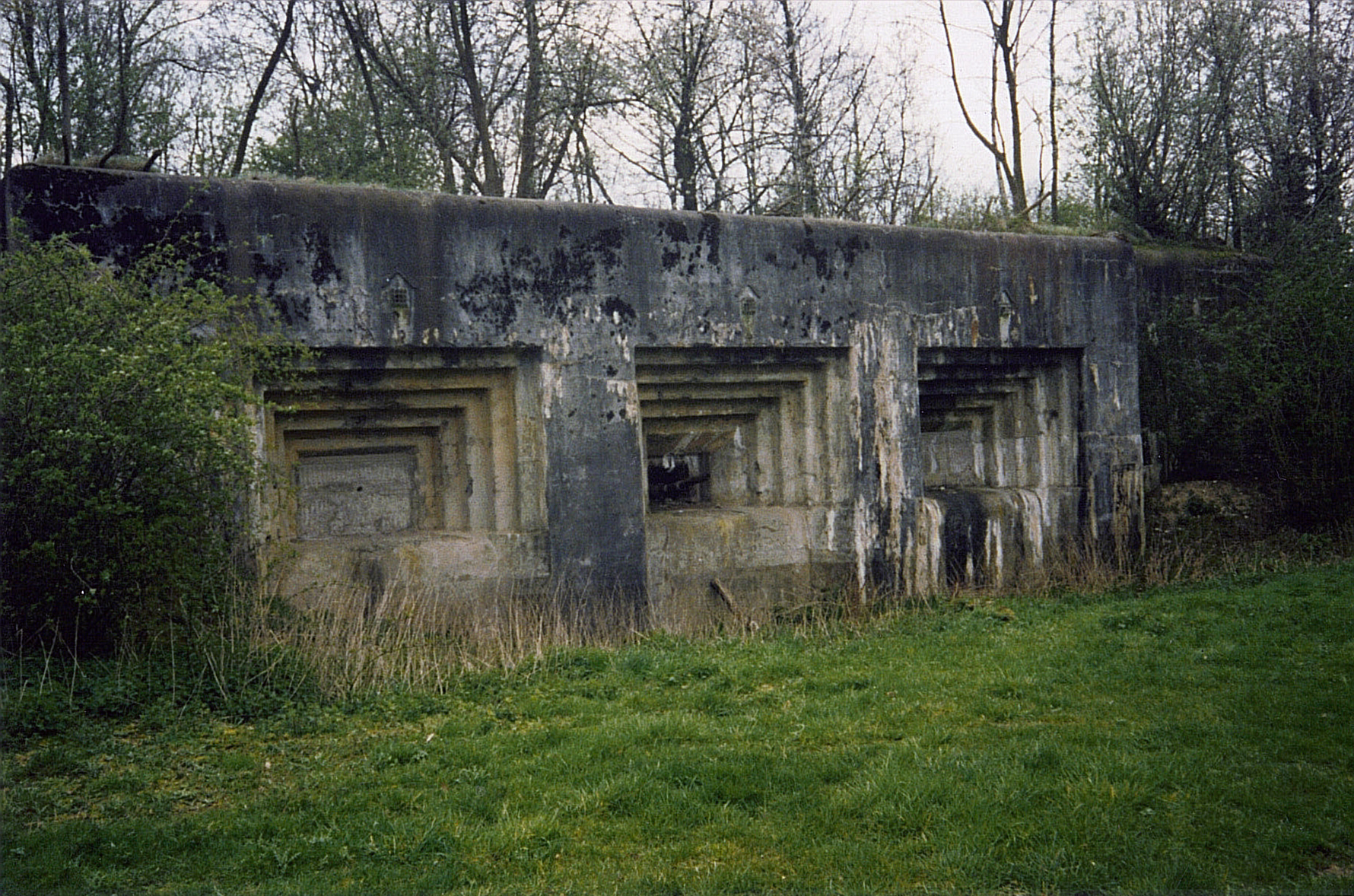
Una delle casematte del forte di Ében-Émael, "Maastricht 2"

Nella sezione settentrionale del forte si stavano svolgendo azioni simili, mentre le truppe aviotrasportate correvano per distruggere o altrimenti disabilitare le fortificazioni che ospitavano pezzi di artiglieria. L'Obiettivo n. 13 era una casamatta che ospitava molteplici mitragliatrici, i cui archi di fuoco coprivano il lato occidentale del forte; per distruggere la casamatta, le truppe aviotrasportate usarono un lanciafiamme per costringere i soldati belgi che impugnavano le armi alla ritirata, quindi fecero esplodere cariche cave contro la fortificazione per disattivarla. Un'altra cupola di osservazione munita di mitragliatrici, l'Obiettivo n. 19, venne distrutta, ma due ulteriori obiettivi, n. 15 e 16 si rivelarono installazioni fittizie. Complicazioni inaspettate vennero dall'Obiettivo n. 23, una cupola retrattile che ospitava due pezzi di artiglieria da 75 mm. Si presumeva che le armi di questa fortificazione non potessero fermare l'assalto aereo, ma questa ipotesi si rivelò falsa quando le armi aprirono il fuoco, costringendo le truppe aviotrasportate nella zona a mettersi al riparo. Il rapido fuoco delle armi portò alla richiesta del supporto aereo e uno squadrone Stuka bombardò la cupola. Anche se le bombe non distrussero la cupola, le esplosioni costrinsero i belgi a ritirarsi da essa per il resto dei combattimenti. Tutti gli ingressi e le uscite esterne situate dalle truppe aviotrasportate vennero distrutte con esplosivi per sigillare la guarnigione all'interno del forte, dando alla guarnigione poche opportunità di tentare un contrattacco. Le truppe aviotrasportate avevano raggiunto il loro obiettivo iniziale di distruggere o disabilitare i pezzi di artiglieria che il forte avrebbe potuto utilizzare per bombardare i ponti catturati, ma si trovavano ancora di fronte ad alcune piccole cupole e postazioni che dovevano essere disattivate. Queste includevano armi antiaeree e mitragliatrici.

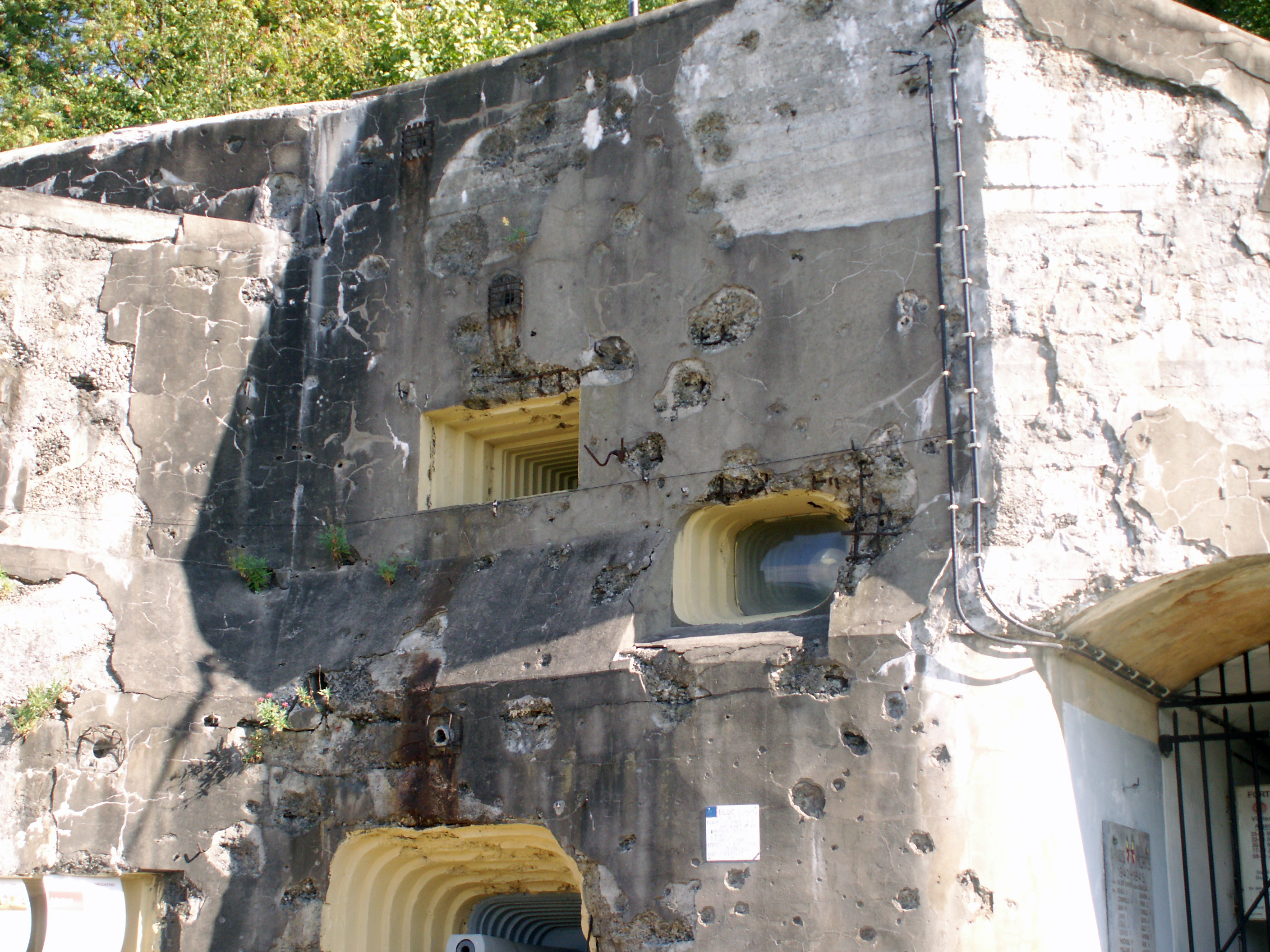
Danni da proiettili sulle fortificazioni di Ében-Émael

Mentre questi obiettivi secondari venivano attaccati, un unico aliante atterrò sulla cima del forte, da cui emerse l'oberleutnant Rudolf Witzig. Dopo che il suo aliante era atterrato involontariamente in territorio tedesco, aveva chiamato via radio un altro rimorchiatore, che atterrò sul campo con un aliante sostitutivo. Una volta che le truppe aviotrasportate ebbero abbattuto le recinzioni e le siepi che ostacolavano l'aereo, salirono a bordo del nuovo aliante e vennero rimorchiate attraverso il fuoco antiaereo fino al forte. Dopo aver raggiunto l'obiettivo primario di disattivare i pezzi di artiglieria posseduti dal forte, le truppe aviotrasportate resistettero ai contrattacchi belgi, che iniziarono quasi immediatamente. Questi contrattacchi vennero effettuati da formazioni di fanteria belga senza supporto di artiglieria e non furono coordinati. Ciò consentì alle truppe aviotrasportate di respingerli con il fuoco delle mitragliatrici. Anche l'artiglieria di diversi forti più piccoli nelle vicinanze e le unità di artiglieria da campo belghe presero di mira le truppe aviotrasportate, ma anche quest'attacco fu scoordinato, non ottenne nulla e spesso aiutò le truppe aviotrasportate a respingere i contrattacchi delle unità di fanteria belga. Vennero usate anche le pattuglie per garantire che la guarnigione rimanesse all'interno del forte e non tentasse di emergere ed organizzare un tentativo di riconquistarlo. Qualsiasi tentativo da parte della guarnigione di lanciare un contrattacco sarebbe stato ostacolato dal fatto che l'unico percorso possibile per un simile attacco era lungo un'unica scala a chiocciola e tutte le feritoie che si affacciavano sul forte erano state conquistate o disattivate. Il piano per l'assalto prevedeva che il gruppo Granito venisse sostituito dal 51º Battaglione del Genio entro poche ore dalla presa del forte, ma il gruppo non venne effettivamente sostituito fino alle 7:00 dell'11 maggio. La forte resistenza belga, così come diversi ponti demoliti sul fiume Mosa, avevano costretto il battaglione a costruire nuovi ponti, ritardandolo notevolmente.Una volta sostituite le truppe aviotrasportate, il battaglione, insieme ad un reggimento di fanteria arrivato poco dopo i genieri, sferrò un attacco all'ingresso principale del forte. Di fronte a questo attacco, la guarnigione (che contava solo 750 uomini presenti su una forza regolare di 1 200) si arrese alle 12:30, subendo 23 uomini uccisi e 59 feriti. I tedeschi catturarono più di mille soldati belgi. Il gruppo Granito subì sei morti e diciannove feriti.

## Conseguenze

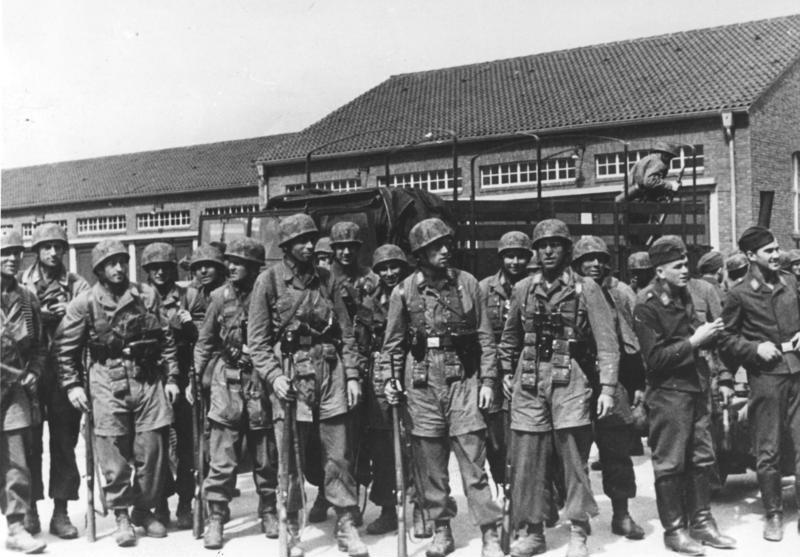
Fallschirmjäger dello Sturmabteilung Koch

L'assalto aereo ai tre ponti e al forte di Ében-Émael fu un successo complessivo per i fallschirmjäger di Sturmabteilung Koch; i pezzi di artiglieria posseduti dal forte di Ében-Émael erano stati disattivati e due dei tre ponti designati per essere conquistati dalle sottounità dello Sturmabteilung Koch erano stati conquistati prima che potessero essere distrutti. La conquista dei ponti e la neutralizzazione dei pezzi di artiglieria nel forte permisero alla fanteria e ai mezzi corazzati della 18ª Armata di aggirare le altre difese belghe ed entrare nel cuore del Belgio. In una pubblicazione del dopoguerra, il generale Kurt Student scrisse dell'operazione, e degli sforzi del gruppo Granito in particolare, che "fu un atto di esemplare coraggio e significato decisivo. [...] Ho studiato la storia dell'ultima guerra e delle battaglie su tutti i fronti, ma non sono riuscito a trovare nulla tra la moltitudine di azioni brillanti - intraprese da amici o nemici - che possa essere paragonato al successo ottenuto dal gruppo d'assalto di Koch."
Il successo dell'attacco, nonostante il comandante designato non fosse presente nelle prime ore cruciali, è visto come uno dei migliori esempi di Auftragstaktik anche nelle pubblicazioni del XXI secolo.
Lo Sturmabteilung Koch venne promosso dopo la fine del Fall Gelb per diventare il 1º battaglione dell'appena formato 1º Reggimento d'assalto di atterraggio aereo, che a sua volta consisteva di quattro battaglioni di fallschirmjäger addestrati come forza d'assalto con alianti. L'Hauptmann Koch venne promosso al grado di maggiore per il suo ruolo nell'operazione e assunse il comando del 1º battaglione. A causa dei ponti distrutti, il 17º Battaglione Corazzato del Genio costruì un nuovo ponte sul canale il 15 settembre 1944.